# Xəzri Buzovna Futbol Klubu
Il Xəzri Buzovna Futbol Klubu era una società calcistica azera che ha militato nella massima divisione del campionato di calcio dell'Azerbaigian dal 1994 al 1998.
Fondata nel 1994, la società venne messa in liquidazione nel 1997 e fallì l'anno dopo.
Il club aveva sede a Baku.

## Statistiche

### Competizioni nazionali
| Stagione  | Divisione | Posizione | Pl. | W  | D  | L | GS | GA | P  | Coppa d'Azerbaigian |
| --------- | --------- | --------- | --- | -- | -- | - | -- | -- | -- | ------------------- |
| 1994-1995 | 1ª        | 7         | 24  | 10 | 7  | 7 | 35 | 25 | 27 | Semi-finals         |
| 1995-1996 | 1ª        | 2         | 40  | 22 | 14 | 4 | 53 | 21 | 80 | Semi-finals         |
| 1996-1997 | 1ª        | 3         | 30  | 20 | 6  | 4 | 59 | 23 | 66 | Runners-Up          |
| 1997-1998 | 1ª        | 15        | 8*  | 1  | 0  | 7 | 6  | 25 | 3  | N/A                 |

### Competizioni internazionali
| Stagione  | Competizione | Turno | Paese              | Club          | Casa | Trasferte | Punteggio |
| --------- | ------------ | ----- | ------------------ | ------------- | ---- | --------- | --------- |
| 1996-1997 | UEFA Cup     | Q1    | Polonia (bandiera) | Hutnik Kraków | 2-2  | 9-0       | 2-11      |

## Palmarès

### Altri piazzamenti
- Campionato azero:

Secondo posto: 1995-1996
Terzo posto: 1996-1997
- Coppa d'Azerbaigian:

Finalista: 1996-1997
Semifinalista: 1994-1995, 1995-1996